# Alfonso Maria Binarini
Alfonso Maria Binarini (Bologna, 1510 – Camerino, 26 aprile 1580) è stato un vescovo cattolico italiano.

## Biografia
Nacque a Bologna nel 1510. Avviato alla carriera ecclesiastica, fu uditore della Sacra Rota.
Nel marzo 1566 papa Pio V lo nominò vicegerente della diocesi di Roma. Mantenne l'incarico fino al febbraio 1572. In alcune fonti di quel periodo è riportato come cardinale, anche se non ricevette mai la porpora. Probabilmente ciò è dovuto al progetto di riforma del Collegio cardinalizio che presentò al pontefice nel 1571.
Il 18 luglio 1572 papa Gregorio XIII, successore di Pio V, lo nominò vescovo di Rieti. Ricevette la consacrazione episcopale il 25 luglio seguente dalle mani del cardinale Giacomo Savelli, cardinale presbitero di Santa Maria in Cosmedin, co-consacranti il patriarca Antonio Elio, patriarca titolare di 
Gerusalemme dei Latini, e il vescovo Giovanni Ambrosio Fieschi, vescovo di Savona.
Durante il suo episcopato si adoperò per l'applicazione dei decreti del Concilio di Trento, compì una visita alla diocesi nel gennaio 1574 e tenne un sinodo diocesano. Tra il 1573 e il 1574 fu visitatore apostolico in alcune diocesi tra Toscana, Umbria e Lazio, mentre visitatore a Rieti fu il vescovo di Ascoli Piceno Pietro Camaiani.
Tra le diocesi visitate si ricorda quella di Viterbo, retta dal cardinale Giovanni Francesco Gambara, distintosi per l'attività come inquisitore e protettore delle arti. 
Il 30 agosto 1574 lo stesso papa lo trasferì alla sede di Camerino, dove continuò la sua opera di attuazione dei decreti tridentini. Tra il 1575 e il 1576 fu visitatore apostolico nella diocesi di Fiesole.
Morì nel 1580 a Camerino.

## Genealogia episcopale
La genealogia episcopale è:
- Cardinale Giacomo Savelli
- Vescovo Alfonso Maria Binarini